# Гудима Арсен Миколайович
Арсен-Ярослав Миколайович Гудима (6 червня 1934, село Нове Село Підволочиського, нині Тернопільського району Тернопільської області — 3 грудня 2013, м. Тернопіль) — український філософ, релігієзнавець, педагог. Кандидат філософських наук (1977), професор (1993). Медаль імені Арсена Річинського УАПЦ (2002). Почесний науковий співробітник відділення релігієзнавства Інституту філософії ім. Г. Сковороди НАНУ. Голова Тернопільського осередку Української асоціації релігієзнавців. Батько Арсена Гудими.

## Життєпис
Закінчив історичний факультет Львівського університету (1957). Працював учителем у рідному селі. Від 1970 року викладав у Тернопільському медичному інституті (нині університет).

## Доробок
Автор близько 200 наукових і навчально-методичних праць, серед яких
- «Релігієзнавство» (Т., 2000, 2003),
- «Почаївський монастир в історичній долі українства» (Т., 2003).

Член авторського колективу «Релігієзнавчого словника» (К., 1996). Відповідальний редактор 10 наукових збірників, альманаху «Духовність — народові» (2002) та інших книг.
Автор і співавтор сценаріїв документальних фільмів і телепередач.

## Джерело
- П. Гуцал. Гудима Арсен-Ярослав Миколайович // Тернопільський енциклопедичний словник : у 4 т. / редкол.: Г. Яворський та ін. — Тернопіль : Видавничо-поліграфічний комбінат «Збруч», 2004. — Т. 1 : А — Й. — С. 429. — ISBN 966-528-197-6.